# سميرة عزام
سميرة عزام ( 13 سبتمبر 1927- 8 أغسطس 1967)، كاتبة وصحفية فلسطينية ولدت في مدينة عكا بفلسطين، لقبت برائدة القصة القصيرة في فلسطين، اشتهرت بمجموعاتها القصصية التي تؤكد على الهوية الفلسطينية. نشرت مجموعتها القصصية الأولى عام 1954 بعنوان "أشياء صغيرة" تحدثت فيها عن دور المرأة في المجتمع الفلسطيني. كتبت العديد من المنشورات النسائية وترجمت الكلاسيكية الإنجليزية إلى اللغة العربية. أصبحت ناشطة سياسية في الستينيات وساهمت في تأسيس جبهة التحرير الفلسطينية كما شاركت في تحرير جريدة «الشعب» مع بدر شاكر السياب.

## النشأة
ولدت سميرة عزام في عكا، فلسطين لعائلة أرثوذكسية مسيحية،  التحقت بمدرسة ابتدائية في عكا ثم بمدرسة "تكميلية الراهبات" الثانوية في حيفا، وأصبحت معلمة مدرسة في سن 16 ومارست مهنة التدريس في مدرسة الروم من عام 1943 حتى 1945. خلال هذه الفترة بدأت في كتابة مقالات لإحدى الصحف الفلسطينية تحت الاسم المستعار "فتاة الساحل". في عام 1948 أو ما يسمى عام النكبة انتقلت سميرة مع عائلتها إلى لبنان بسبب حرب 1948 وما ترتب عليها من تهجير للفلسطينيين من بيوتهم وأراضيهم.
بعد عامين من مكوثها في لبنان تركت سميرة عائلتها وانتقلت إلى العراق لتعمل كمديرة مدرسة للبنات. في العراق بدأت حياتها المهنية كمقدمة برامج في إحدى المحطات الإذاعية، كتبت سيناريو برنامج "ركن المرأة،  ثم نقلتها الإذاعة إلى بيروت وهناك قدمت برنامج "مع الصباح"، وأصبح صوتها مألوفا في حياة العديدين من العرب، مما جعل كتابتها أكثر تأثيرًا.
في 24 ديسمبر 1959، تزوجت سميرة من الأديب يوسف حسن، وعادت معه إلى بغداد لفترة قصيرة من الزمن، وهناك تعاقدت مع إذاعتي بغداد والكويت حيث شغلت منصب مراقبة للبرامج الأدبية من عام 1957 حتى عام 1959. ومع ذلك، اضطررت إلى المغادرة بعد فترة وجيزة عندما سقط النظام الملكي في العراق واتهمتها الجمهورية الجديدة ببث برامج إذاعية معادية للنظام الجديد فأُبعدت مع زوجها إلى لبنان. عند عودتها إلى بيروت، بدأت الكتابة للعديد من المنشورات النسائية وكذلك ترجمة الكلاسيكية الإنجليزية إلى اللغة العربية. أصبحت ناشطة سياسية للغاية في الستينيات. عَمِلت مع شفيق الحوت، نقولا الدر، خالد اليشرطي، عبد المحسن أبو ميزر، سعيد بركة وراجي صهيون وغيرهم على تأسيس جبهة التحرير الفلسطينية. شاركت سنة 1964 في المجلس الوطني الفلسطيني الأول.

## الكتابة والموضوعات الرئيسة
تدور كتابات سميرة عزام، في كثير من الحالات، حول «الخبرة الفلسطينية في الشتات». وشملت المواضيع الرئيسية في أعمالها الدقة والتحكم - قصصها غالباً ما تدور حول إجراء أو اختيار محدد.في أول مجموعة من القصص القصيرة، بعنوان «الأشياء الصغيرة»، تم نشرها في عام 1954. طوال هذه المجموعة، تفشل الشخصيات في كثير من الحالات، في مساعها. وتفتقر إلى الشعور بالهوية أو الغرض. أصبحت نشطة سياسياً للغاية في الستينيات. في قصتها «لأنه أحبهم»، تصور عزام مزارعاً مجتهداً يفقد كل شيء في التهجير 1948. ثم يتدني مستواه إلى مستوي الفلاح، ويتحول إلى الكحول للراحة. تنتهي القصة بقتل زوجته وهو مخمور. في جميع أجزاء القصة، لا يتميز البطل بالشر أو الانتقام، بل رجل ذو شخصية نبيلة تأثر بفقدان كل ما كان يحب مما جعله يتخذ القرارات الفقيرة.
خاصة في كتاباتها المبكرة، تطور سميرة عزام تعليقاً مكثفاً على النساء في المجتمع، إلا أنه لا يأخذ وجهة نظر النسوية التقليدية. بدلاً من أن تلقي باللوم في معناة النساء بسبب الاضطهاد من قبل الرجال، فإنها تعزو ذلك إلى المجتمع ككل. يتم تطوير هذا التعليق أيضاً في «لأنه أحبهم». حيث تلوم الكاتبة قتل الزوجة في الظروف المحيطة بزوجها بدلاً من الزوج. الخطأ في المجتمع والوضع السياسي في ذلك الوقت، وليس في شخصية الذكور، وتميز المرأة بأنها «ضحية ظرف».
على الرغم من ذلك في البداية، فإن كتاباتها تُخفي قناعًا سياسيًا، حيث استمرت في نشر عملها، وأصبحت أكثر وأكثر وضوحاً في قصصها نحو رمزية النضال السياسي الفلسطيني. كما أظهرت آرائها حول هذه النضال، وأحيانا تغلب في بعض الأحيان القيمة الفنية للقصة. أصبحت نشطة سياسياً للغاية في الستينيات. في قصتها «في طريقها إلى حمامات سليمان»، تروي الكاتبة قصة مدرس قرية يحاول بمفرده تحويل القوات الإسرائيلية المتعدية. على الرغم من عدم النجاح في نهاية المطاف، إلا أن كفاحه يمثل المعركة الفلسطينية من أجل البقاء، حتى عندما تواجه معارضة غير قابلة للتغلب عليها. ثم يدفن ابنه الوحيد في التربة تحت شجرة. يمثل هذا الإجراء الشعور الحالي الأمل في الأمل داخل الشعب الفلسطيني في يوم من الأيام، وسيكون منزلهم ينتمون إليهم مرة أخرى.
العديد من الزخارف الموجودة في قصصها تنبع من صراعات واجهتها طوال حياتها. بطلاتها مستقلة إلى حد كبير، والعديد منهم يعملون، كما فعل هي من سن مبكرة. كثير منهم مسؤولون عن دعم أسرهم ونقدر قيمة المال والراحة التي تسمح لهم بها. تعتبر شخصياتها عمومًا على أنها واقعية للغاية، حتى من قبل النقاد المعاصرين. ركزت على النضافات التي يواجهها الشعب المشترك، على الرغم من أنها لم تنتمي بالضرورة إلى هذه الديموغرافية. تجسد مجمل الهوية الفلسطينية في كتاباتها، مما يجعلها شعار أدبي لهذا الإطار الزمني.
طوال الستينيات، تم وضع الكثير من جهودها نحو صياغة رواية، وبحسب ما ورد أُلغيت عند سماع هزيمة العرب خلال حرب الأيام الستة. كانت الرواية بعنوان سيناء بلا حدود. تم نشر مجلدين من قصصها بعد وفاتها.

## وفاتها
بعد حرب 1967 عملت مع لجان السيدات التي تأسست في بيروت لجمع التبرعات للنازحين الفلسطينيين. وفي صباح 8 أغسطس 1967 غادرت بيروت إلى عمان وعند مشارف مدينة جرش في الأردن أصيبت بنوبة قلبية أدت إلى وفاتها. نقل جثمانها إلى بيروت ودفنت فيها.

## أعمالها الأدبية

### مؤلفاتها
- أشياء صغيرة ـ دار العلم للملايين بيروت 1954.
- الظل الكبير ـ دار الشرق الجديد ـ بيروت 1956.
- قصص أخرى ـ دار الطليعة بيروت 1956.
- الساعة والإنسان ـ المؤسسة الأهلية للطباعة ـ بيروت 1963.
- العيد من النافذة الغربية- دار العودة – بيروت 1971.
- فصل من رواية «سيناء بلا حدود» مجلة الآداب ـ آذار 1964.
- قصة «الحاج محمد باع حجته» مجلة الآداب ـ حزيران 1966.

في عام 1997 قام صقر أبو فخر بتحرير ونشر القصص القصيرة تحت عنوان «أصداء» للكاتبة سميرة عزام التي لم تكن قد نشرتها قبل وفاتها.

### آثارها المترجمة
- جناح النساء ـ بيرل باك.
- ريح الشرق وريح الغرب مؤسسة فرانكلين 1958.
- كيف نساعد أبناءنا في المدرسة ـ مكتبة المعارف 1961 (ماري ولورنس فرانك).
- القصة القصيرة ـ راي وست ـ دار صادر 1961.
- القصة الأمريكية القصيرة ـ دانفورت روس ـ المكتبة الأهلية 1962.
- توماس وولف ـ مختارات من فنه القصصي ـ دار مجلة شعر 1962.
- أمريكي في أوروبا ـ دزوارت ـ المؤسسة الأهلية 1960.
- حين فقدنا الرجاء ـ جون شتاينبك ـ دار الطليعة 1962.
- حكايات الأبطال ـ اليس هزلتين ـ المؤسسة الأهلية 1963.
- عصر البراءَة ـ أديث وارتون ـ المؤسسة الوطنية 1963.
- فن التلفزيون كيف نكتب وكيف نخرج ـ وليم كوفمان ـ الدار الشرقية 1964.
- رائد الثقافة العامة ـ كورنيلوس هيرسبرغ ـ دار الكتاب العربي 1963.
- كانديدا مسرحية لجورج برناردشو ـ دار العلم للملايين 1955.
- أعوام الجراد ـ لولا كريس اردمان ترجمة رباح الركابي ـ مراجعة ـ سميرة عزام.
- تحت شمس الظهيرة.

## تكريم
أقام لها الاتحاد العام للكتاب والصحافيين الفلسطينيين مهرجاناً تأبينياً، وأصدرت مجلة «الآداب» في كانون الثاني 1968 عدداً خاصاً. مُنح إسمها «وسام القدس للثقافة والفنون والآداب» عام 1990.